# Villa Bellevue

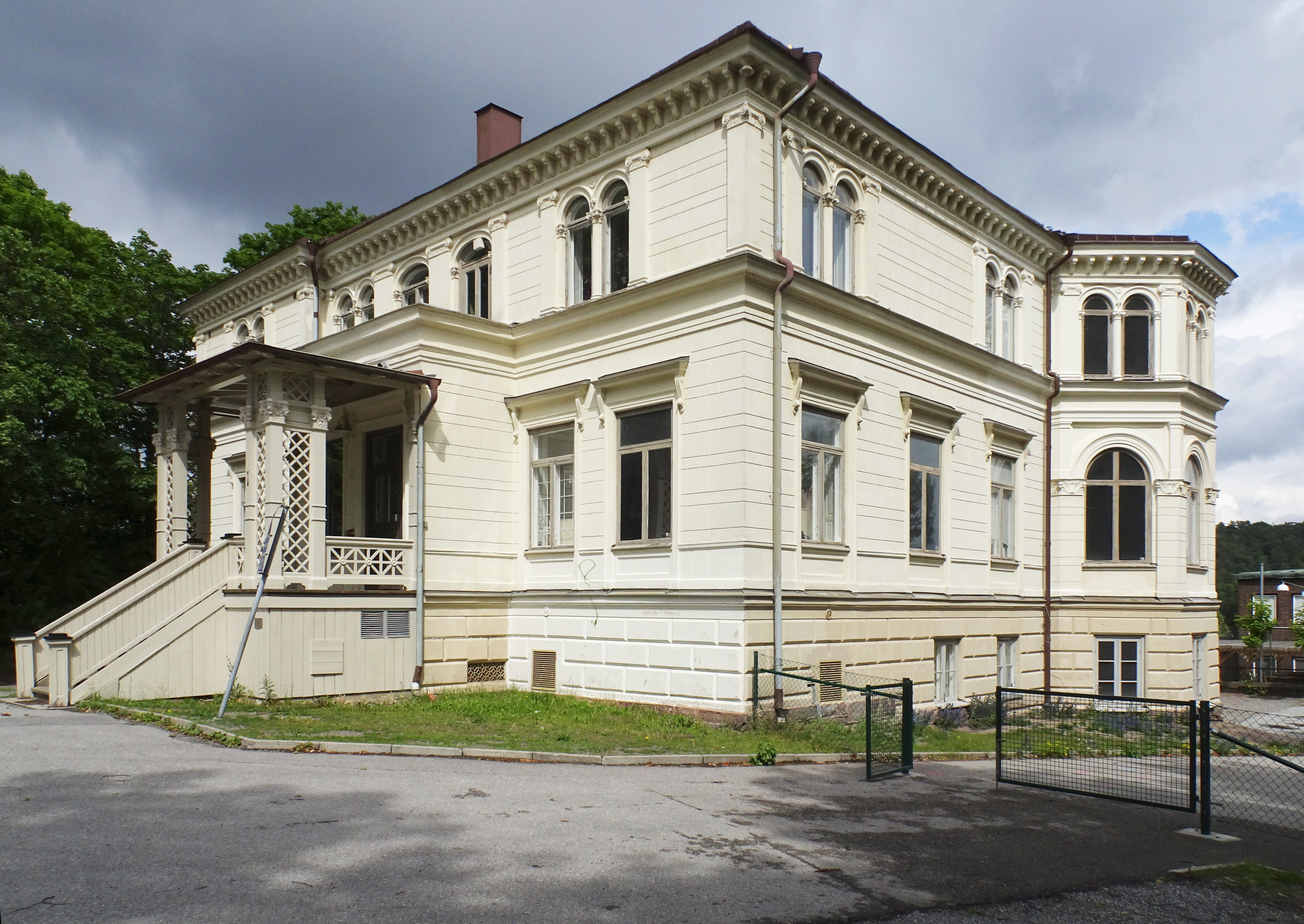
Villa Bellevue, juli 2017.

Villa Bellevue är en byggnad i kvarteret Almen 9 vid Parkgatan 1 i Södertälje. Villan uppfördes 1871 efter ritningar av arkitekt Ernst Jacobsson och utgör idag, tillsammans med Badhotellet och Södertälje stadshotell, en liten rest från tiden när Södertälje var en exklusiv badort. Byggnaden är av Stockholms läns museum rödklassad vilket innebär att den motsvarar fordringarna för byggnadsminnesförklaring enligt Kulturmiljölagen.

## Historik

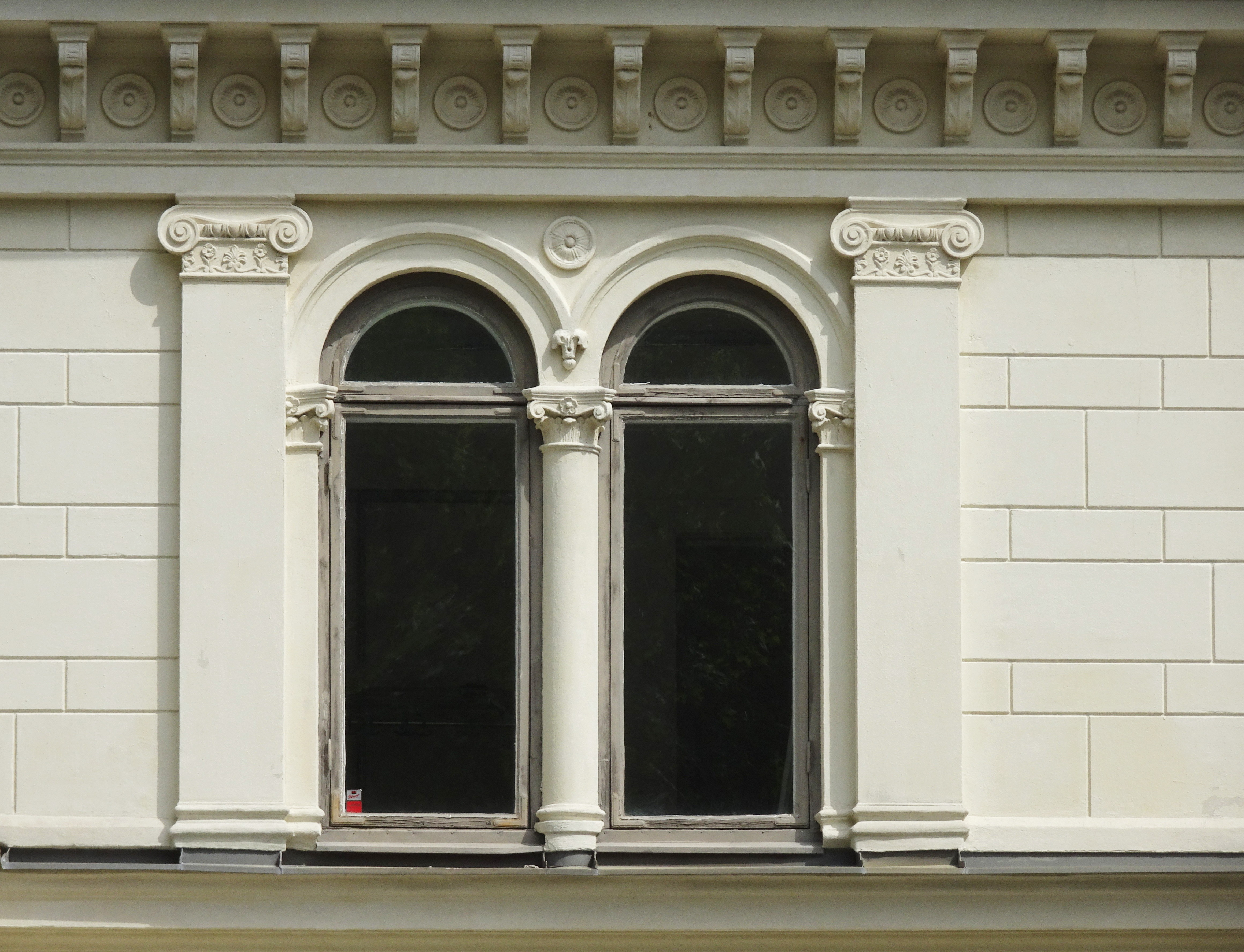
Villa Bellevue, fasaddetalj.

I slutet av 1800-talet blev Södertälje känt som badort med badanläggningar, park och hotell. Badortsverksamheten blomstrande och delar av Stockholmssocieteten tillbringade sommarsäsongen i Södertälje. Bland dem fanns hovkonditorn August Davidsson (1809–1878) som 1871 lät bygga en påkostad villa i Badparken. Han hade sedan 1843 ett schweizeri vid Drottninggatan (nuvarande Norra Latins tomt) i Stockholm. August Davidsson var bror till hovkonditorn Wilhelm Davidson känd under namnet Hasselbackskungen efter restaurangen Hasselbacken i Stockholm. 
Villan i Södertälje uppfördes som sommarnöje åt August Davidsson och hans familj. Huset placerades i en sydostsluttning av Torekällberget och nära den nya järnvägsstationen som öppnade 1860. Inspirerad av den vidsträckta utsikten mot öster, över bland annat Maren, fick villan namnet Bellevue (fina utsikten). Till arkitekt anlitades Ernst Jacobsson från Stockholm som gav huset ett utseende i italiensk nyrenässans. Byggnaden är uppförd i sten och fick tre våningar med en sammanlagd yta om 680 kvadratmeter. 
Efter tiden som sommarvilla nyttjades Bellevue som flerfamiljshus och sedan som kontor. På 1960-talets slut försvann den "fina utsikten" delvis när Södertälje Baptistkyrka byggdes nedanför villan. Om- och tillbyggnader utfördes 1984. Sedan hösten 2014 finns Elafskolans lokaler i huset. Skolan är en svensk F-9 skola med assyrisk profil, där all undervisning sker på svenska förutom modersmålsundervisningen.

## Lilla Bellevue
Som annex till villan byggdes även badortspaviljongen Lilla Bellevue i schweizerstil, där badgäster och patienter kunde hyra in sig under säsongerna. Bland gästerna lär ha funnits lyrikern och ortopeden Herman Sätherberg som skrev Studentsången. Lilla Bellevue flyttades 1960 till museet Torekällberget. Som Konditori Bellevue visar det idag en offentlig kafémiljö från 1800-talets andra hälft.

### Bilder

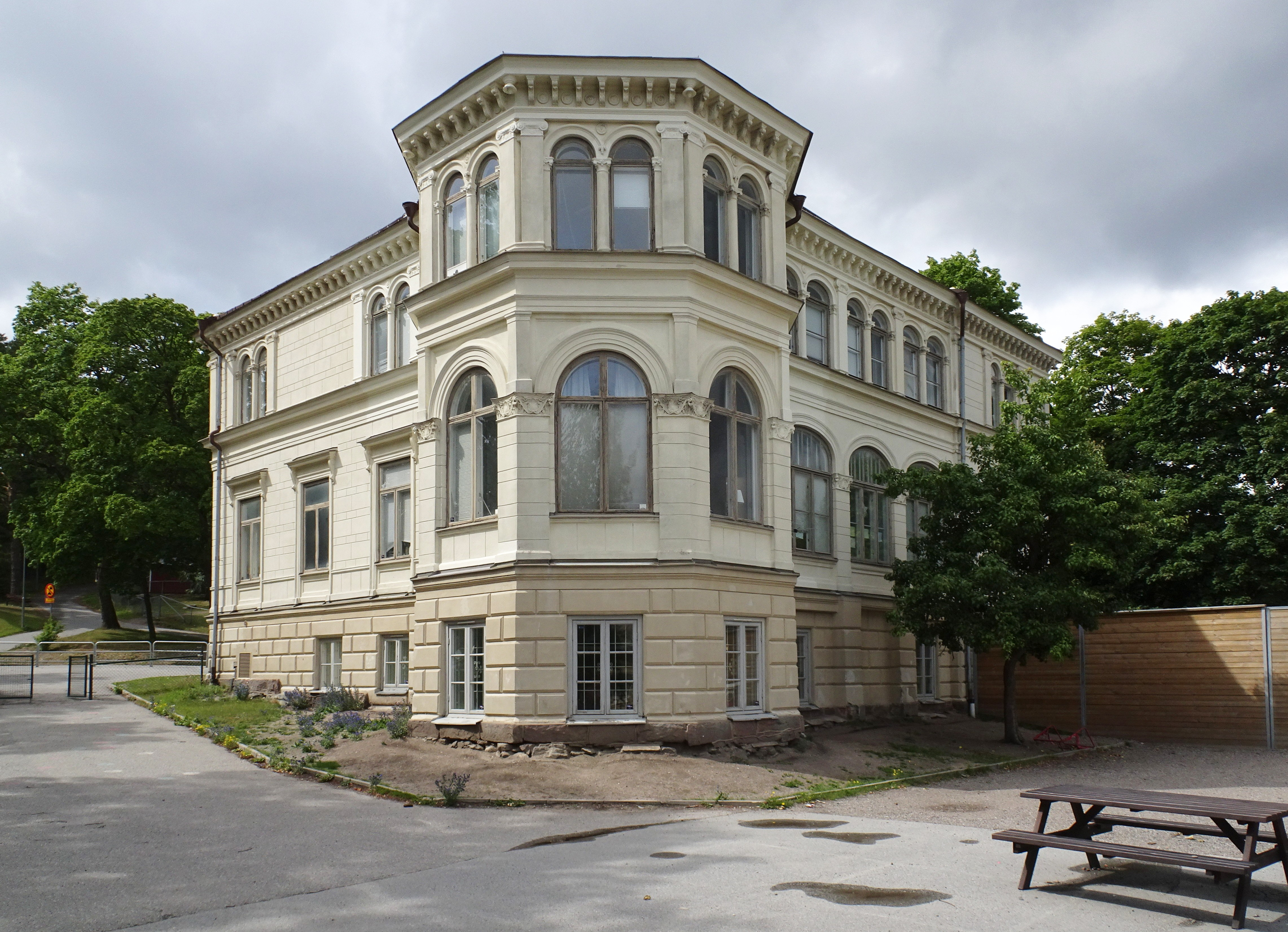
Villa Bellevue
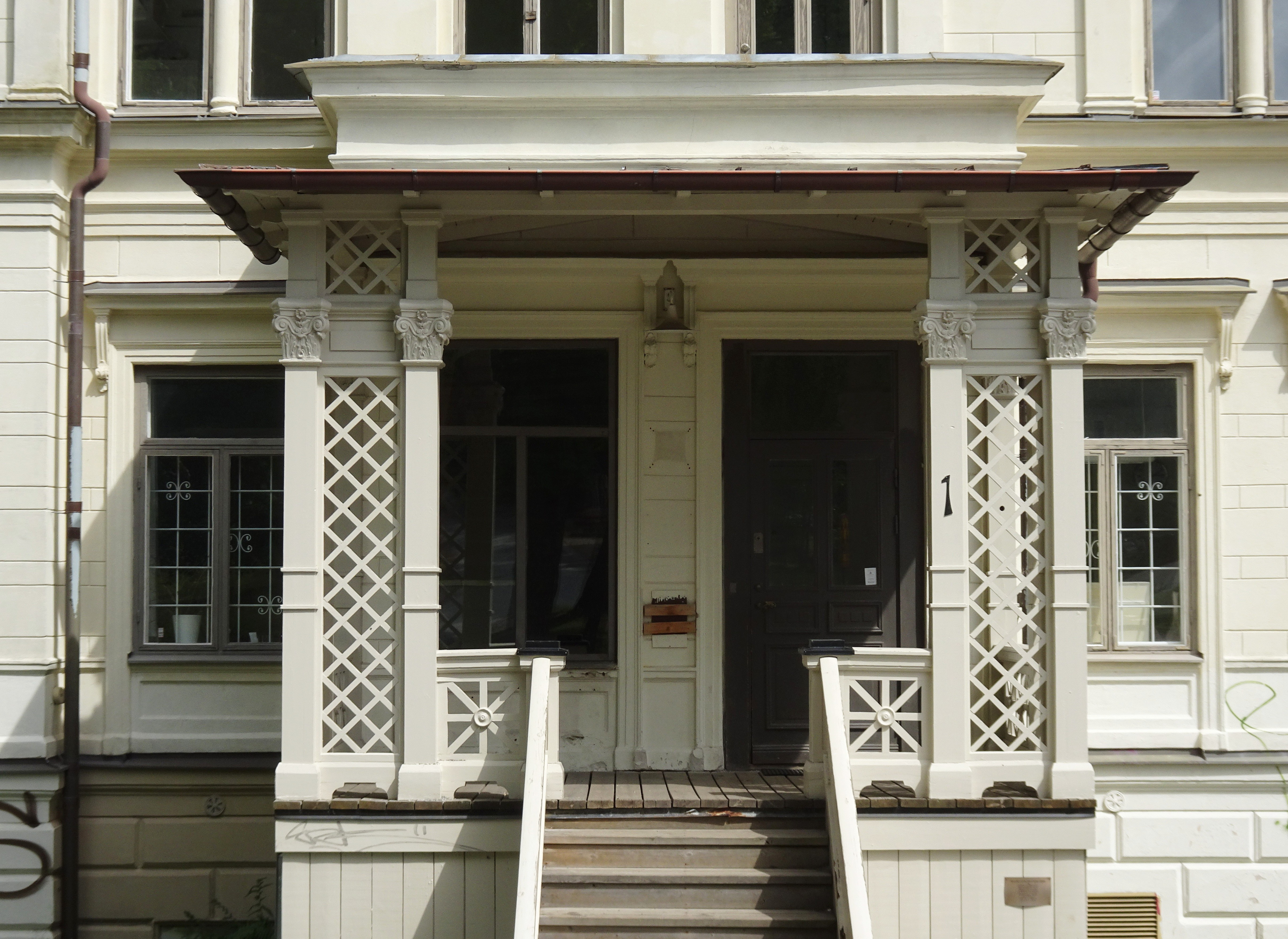
Villa Bellevue, entré
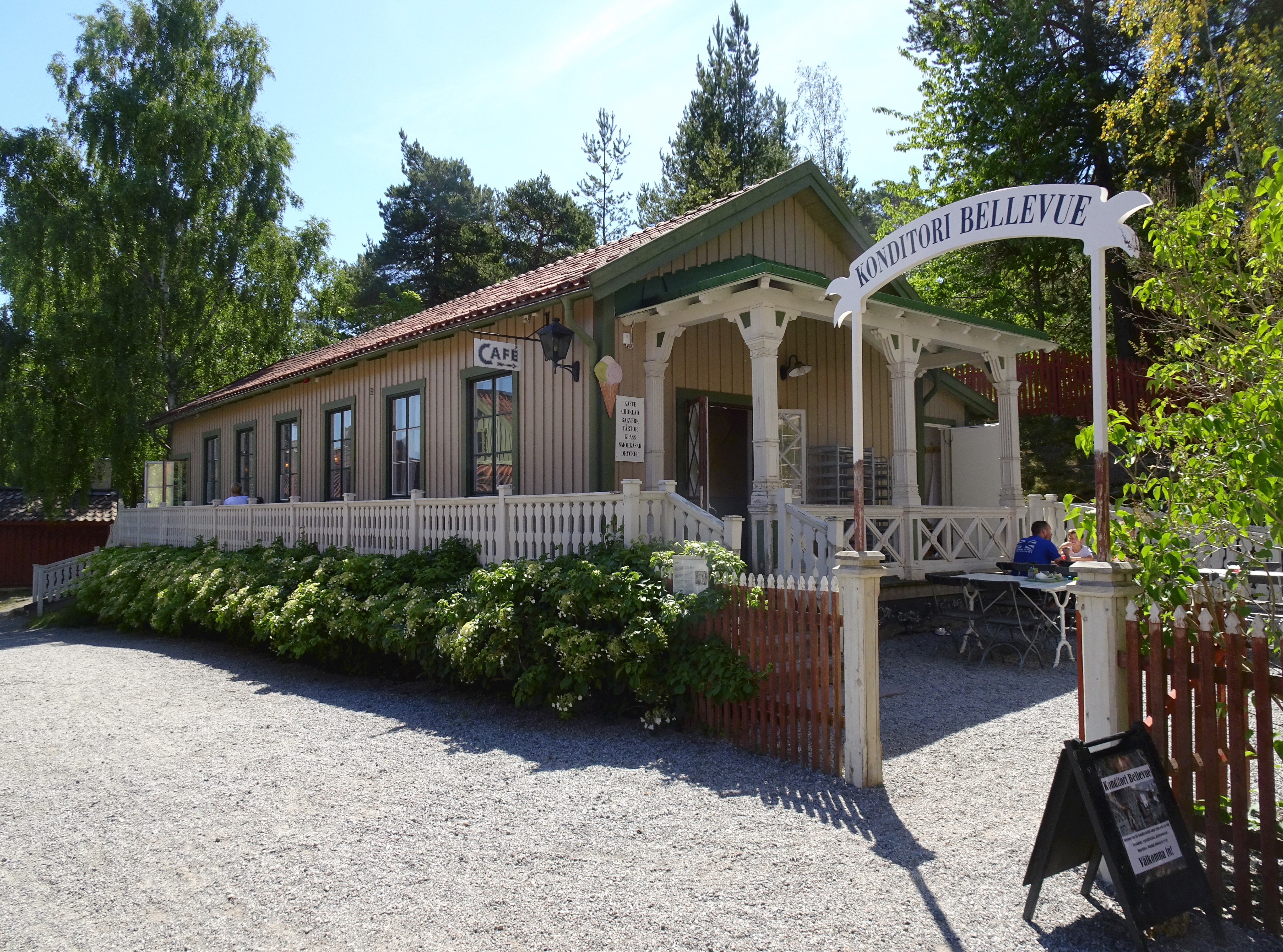
Kontitori Bellevue på Torekällberget
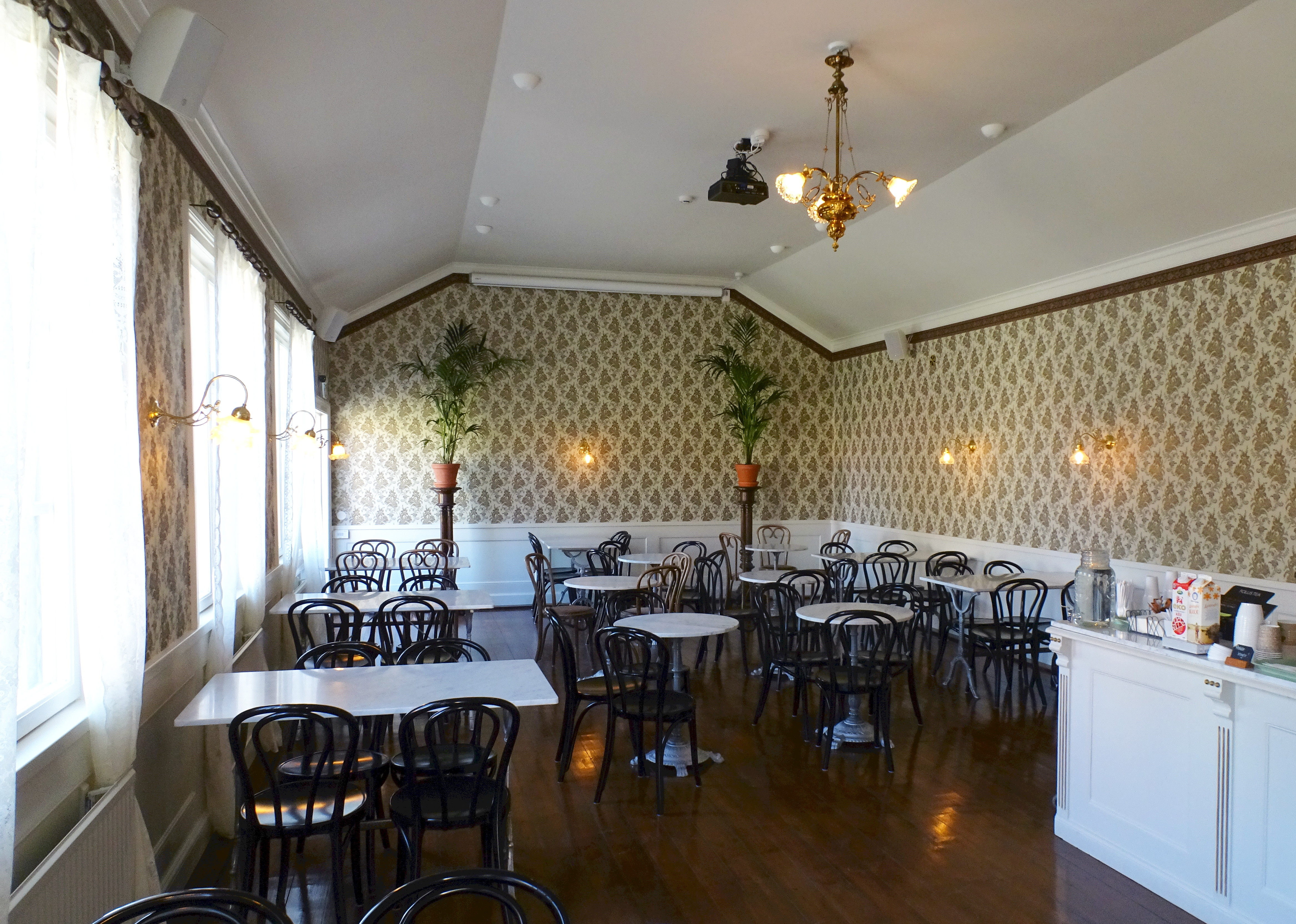
Kontitori Bellevue på Torekällberget